# Universidade Técnica de Viena

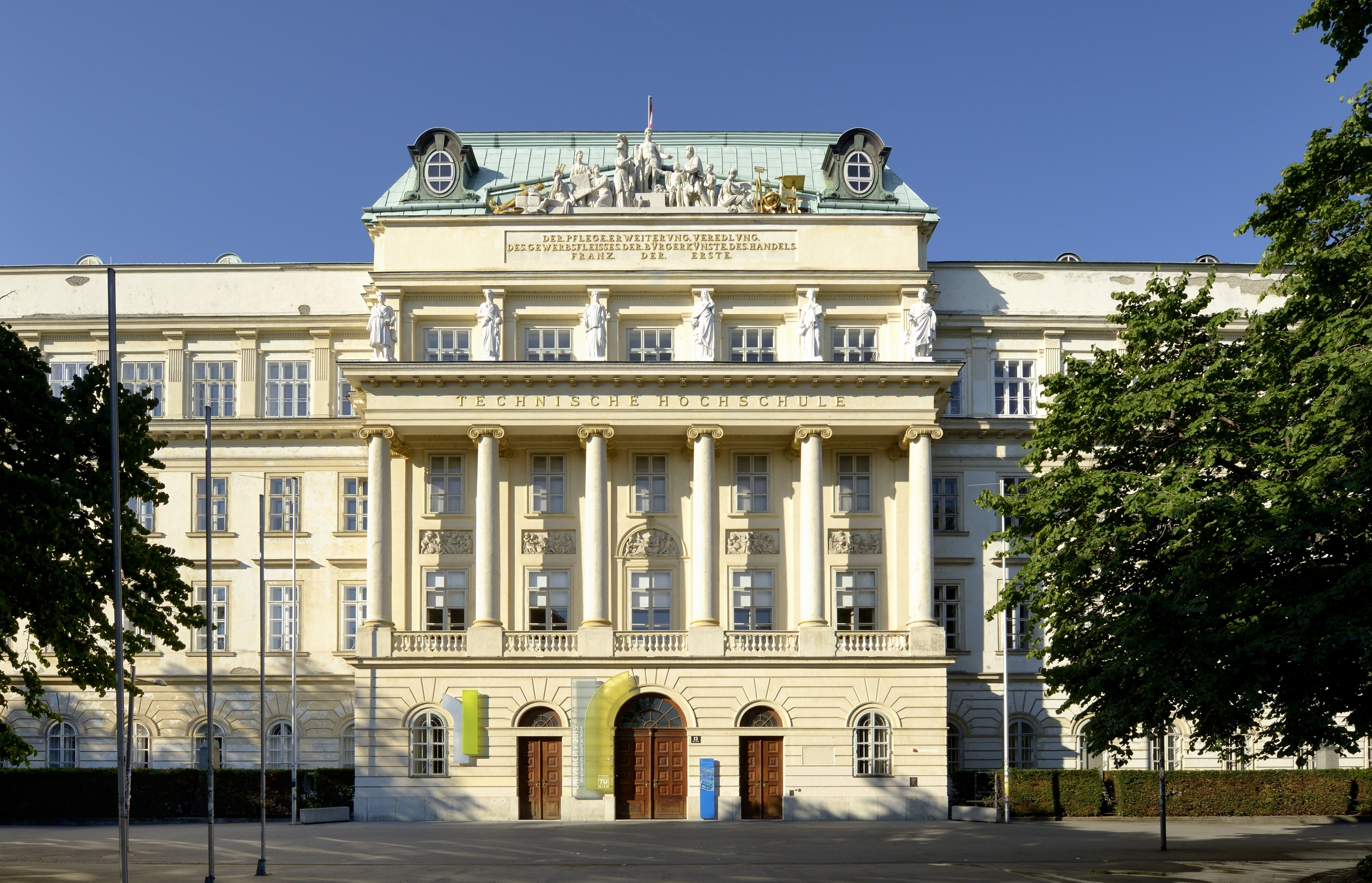
Universidade Técnica de Viena

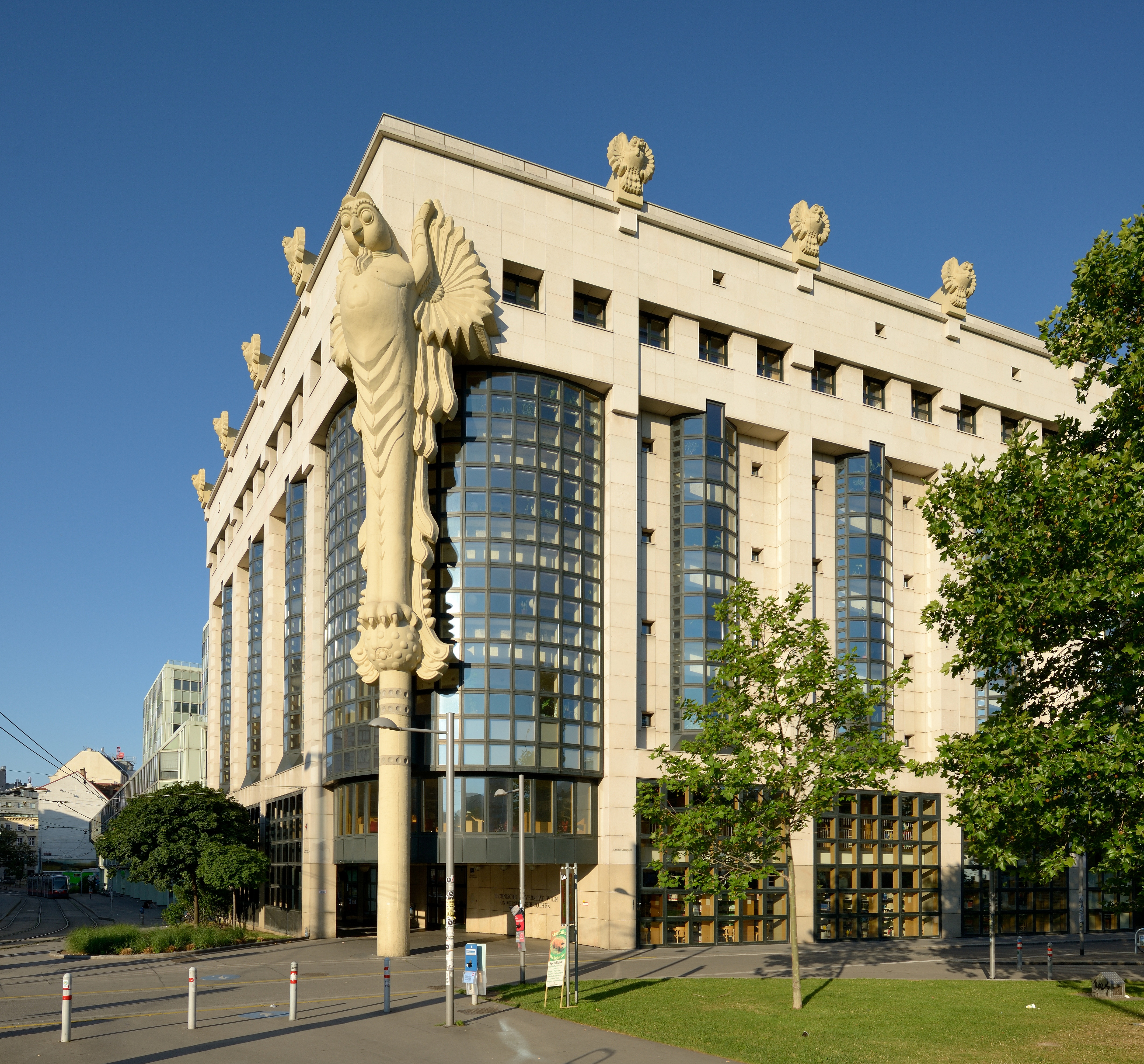
Prédio da biblioteca

A Universidade Técnica de Viena (em alemão:  Technische Universität Wien) é uma das maiores universidades de Viena, a capital da Áustria. Fundada em 1815 como "Instituto Politécnico Real e Imperial" (k. k. Polytechnisches Institut), tem aproximadamente 26.200 estudantes (19% estrangeiros, sendo destes 30% mulheres), 8 faculdades e cerca de 4 mil funcionários (1800 professores). O foco da universidade é o ensino e a pesquisa em engenharia e ciências naturais.

## Professores e alunos notáveis
- Siegfried Becher (1806 - 1873), professor de economia.
- Paul Eisler (1907 - 1992), inventor do circuito impresso.
- Hugo Ehrlich (1879 - 1936), arquiteto da Croácia.
- Tillman Gerngross, professor de engenharia da Faculdade de Dartmouth, empresário e bioengenheiro, fundador da GlycoFi e da Adimab.
- Adolph Giesl-Gieslingen (1903 - 1992), engenheiro e projetista de locomotivas da Áustria.
- Karl Gölsdorf (1861 - 1916), engenheiro e projetista de locomotivas da Áustria.
- Viktor Kaplan (1900), inventor da turbina Kaplan.
- Milutin Milankovitch (1879 – 1958), geofísico e engenheiro civil.
- Yordan Milanov (1867 - 1932), arquiteto da Bulgária.
- Hubert Petschnigg (1913 - 1997), arquiteto (completou seus estudos na Universidade Técnica de Graz).
- Zvonimir Richtmann (1901 - 1941), físico, filósofo e político judeu da Croácia.
- Irfan Skiljan, autor do software IrfanView.
- Gottfried Ungerboeck (1940), inventor da modulação trellis, fellow da IBM.
- Heinz Zemanek (1920), pioneiro da computação da Áustria.
- Keivan Ghaffari (1962), engenheiro eletrônico do Irã.
- Guilherme Capanema, Engenheiro, Barão de Capanema, Brasil.
- Rochus Schüch , Mineralogista, Republica Tcheca.